# Charles Marsh

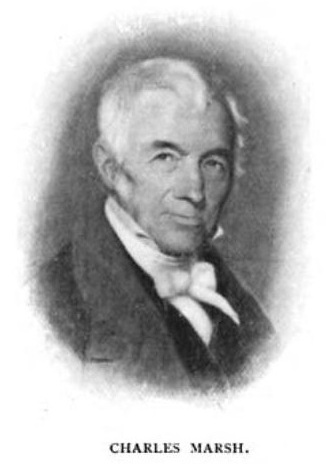
Charles Marsh

Charles Marsh (* 10. Juli 1765 in Lebanon, New London County, Kolonie Connecticut; † 11. Januar 1849 in Woodstock, Vermont) war ein US-amerikanischer Jurist und Politiker. Zwischen 1815 und 1817 vertrat er den fünften Wahlbezirk des Bundesstaates Vermont im US-Repräsentantenhaus.

## Werdegang
Bereits im Jahr 1773 kam Charles Marsh mit seinen Eltern nach Hartford. Er genoss zunächst eine private Erziehung und studierte anschließend bis 1786 am Dartmouth College in Hanover (New Hampshire). Nach einem Jurastudium in Litchfield und seiner 1788 erfolgten Zulassung als Rechtsanwalt begann er in Woodstock in diesem Beruf zu arbeiten. Zwischen 1797 und 1801 war Marsh Bundesstaatsanwalt für den Bezirk Vermont.
Marsh war Mitglied der Föderalistischen Partei. Bei den Kongresswahlen des Jahres 1814 wurde er als deren Kandidat im fünften Distrikt von Vermont in das US-Repräsentantenhaus in Washington, D.C. gewählt, wo er am 4. März 1815 die Nachfolge von Richard Skinner antrat. Bis zum 3. März 1817 absolvierte Marsh eine Legislaturperiode im Kongress. Während seiner Zeit in der Bundeshauptstadt gründete er die American Colonization Society.
Nach seiner Zeit im Repräsentantenhaus arbeitete Marsh wieder als Rechtsanwalt. Von 1809 bis 1849 war er auch Kurator des Dartmouth College. Charles Marsh war der Vater von George Perkins Marsh (1801–1882), der zwischen 1843 und 1849 den dritten Wahlbezirk von Vermont im Kongress vertrat.